# خماسي تشوشو

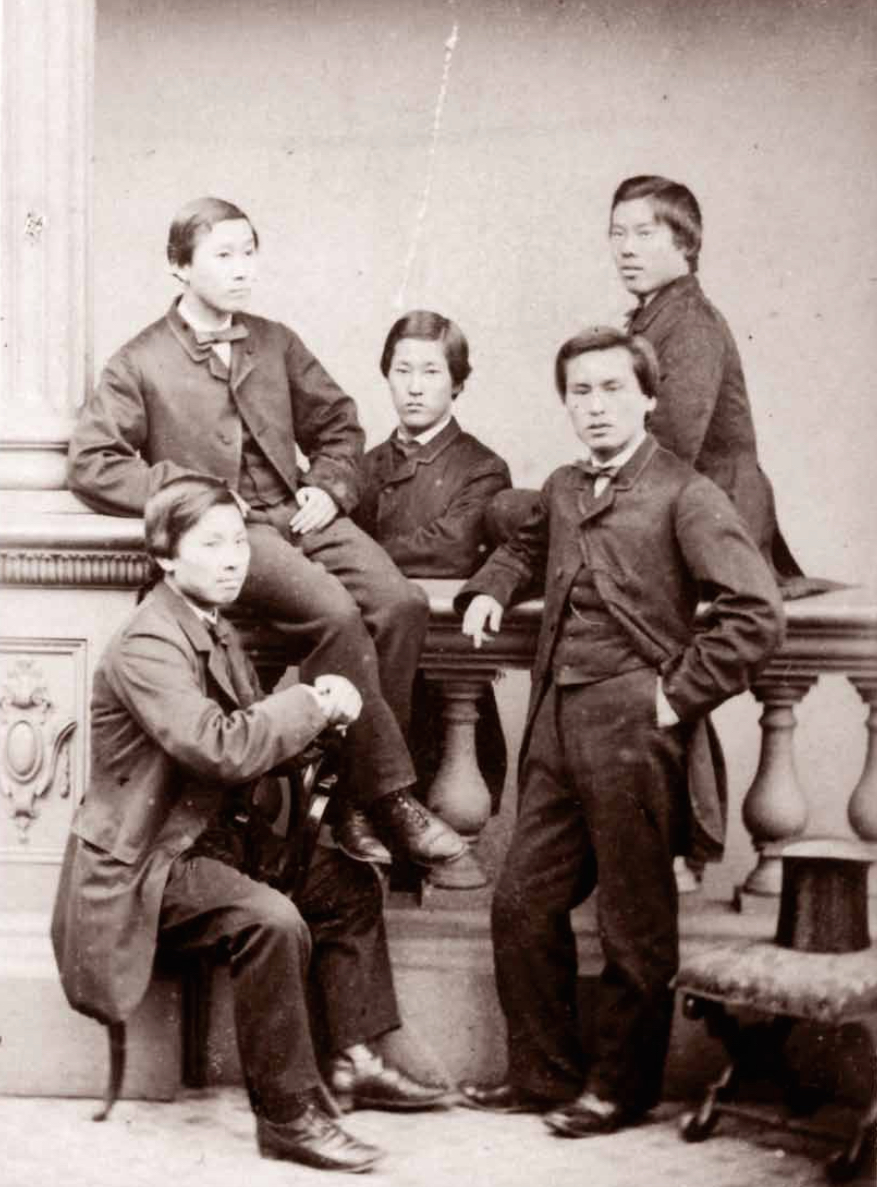
من أعلى اليسار: إندو كينسوكي، إينوي ماسارو، إيتو هيروبومي، ياماو يوزو, و إينو كاورو, صورت في عام 1863

خماسي تشوشو (Chōshū Goketsu) هم خمسة أعضاء من مقاطعة تشوشو في غرب اليابان سافروا إلى إنجلترا في عام 1863 للدراسة في كلية لندن الجامعية. والسفر إلى خارج البلاد في أواخر عصور باكوماتسو وأوائل ميجي ، وارتقى جميع الطلاب الخمسة لاحقًا إلى مناصب بارزة في الحياة السياسية والمدنية اليابانية. اثنان منهم أصبحا سياسيين بارزين في اليابان ، كاورو إينو وهيروبومي إيتو.
في عام 2006 ، تم إنتاج فيلم "Joshua Five" الذي يصور الأشخاص الخمسة قبل رحلتهم وبعدها.

## الخلفية والمشاركين
كان تشوشو هان ، الذي يقع مقرها في ما يعرف الآن بمقاطعة ياماغوتشي ، حريصًا على اكتساب معرفة أفضل بالأمم الغربية والوصول إلى التكنولوجيا العسكرية من أجل تعزيز المجال في كفاحه للإطاحة بشوغن توكوغاوا. جاء قرار شيوخ تشوشو برعاية خمسة طلاب واعدين للدراسة في الخارج في خضم التوترات السياسية المحلية المتزايدة وفي أعقاب التقارير الواردة من أول سفارة يابانية في أوروبا والتي عادت في يناير 1863.
في وقت مغادرة الطلاب ، كان لا يزال من غير القانوني مغادرة اليابان والسفر إلى الخارج بسبب سياسة العزلة البحرية التي يتبعها الشوغون (ساكوكو أو كايكين كما كان معروفًا في ذلك الوقت). تم إلغاء هذه السياسة أخيرًا في عام 1866.
| الاسم                                | الصورة                     | الملاحظة |
| ------------------------------------ | -------------------------- | --- |
| إيتو شونسوكي 伊藤 博文 (1841 - 1909) | Portrait of Itō Shunsuke   | سمي لاحقًا إيتو هيروبومي. أول رئيس وزراء لليابان                                                                            |
| إينو مونتا 井上 馨 (1836 - 1915)     | Portrait of Inoue Monta    | سمي لاحقًا إينو كاورو. وزارة الخارجية                                                                                       |
| ياماو يوزو 山尾 庸三 (1837 - 1917)   | Portrait of Yamao Yōzō     | درس الهندسة في المعهد الأندرسوني في جلاسكو من 1866 إلى 1868 أثناء عمله في نهر كلايد ومقره أحواض بناء السفن في نابير يوميًا. |
| إندو كينسوكي 遠藤 謹助 (1836 - 1893) | Portrait of Endō Kinsuke   | شغل لاحقًا منصب رئيس دار سك العملة الوطنية في أوساكا                                                                        |
| نومورا ياكيتشي 井上 勝 (1843 - 1910) | Portrait of Nomura Yakichi | سمي فيما بعد إينو ماسارو. المعروف باسم "أبو السكك الحديدية اليابانية".                                                     |